# William Steinkraus
William Clark Steinkraus, kurz Bill Steinkraus, (* 12. Oktober 1925 in Cleveland, Ohio; † 29. November 2017 in Darien, Connecticut) war ein US-amerikanischer Springreiter.
Steinkraus wurde in Bundesstaat Ohio geboren, wuchs jedoch in der Umgebung des am Atlantik gelegenen Westport, Connecticut auf. Während seine Familie keinen Bezug zu Pferden hatte, begann er im Alter von zehn Jahren mit dem Reiten. Er sammelte reiterliche Erfahrungen bei den Trainern Gordon Wright und Morton W. Smith.
Im Jahr 1941 nahm er ein Studium an der ebenfalls in Connecticut befindlichen Yale University auf. Während des Zweiten Weltkriegs unterbrach er sein Studium und trat in die Armee ein, er war Teil des 124. Kavallerieregiments der US-Army. Nach dem Krieg setzte er sein Studium fort und schloss dieses 1949 ab.
Nachdem William Steinkraus bereits vor seinem Studium bei Jugend-Reitsportwettbewerben erfolgreich gewesen war, begann er anschließend wieder aktiv mit dem Leistungssport. 1951 wurde er Teil des U.S. Equestrian Teams, insgesamt 17 Jahre lang war er dessen Mannschaftskapitän.
Zwischen 1952 und 1972 nahm Steinkraus an fünf Olympischen Spielen teil. Sein größter Erfolg war der Gewinn der Einzel-Goldmedaille bei den Spielen 1968 in Mexiko. Daneben kam er bei Weltmeisterschaften und diversen Nationenpreisen zum Einsatz. So wurde er etwa 1960 mit Ksar d’Esprit Vierter bei den Weltmeisterschaften in Venedig.
Seine aktive Karriere als Reiter beendete William Steinkraus im Jahr 1972. Bereits im folgenden Jahr wurde er zum Präsidenten des U.S. Equestrian Teams gewählt. Zudem war er Direktor der American Horse Shows Association (der Vorläuferorganisation der United States Equestrian Federation) und zehn Jahre lang Präsident des Komitees des Springreiterweltcups.
Neben seiner Funktionärstätigkeit war er als Richter etwa bei Olympischen Spielen und Weltmeisterschaften im Einsatz. Als Autor verfasste er mehrere Werke zum Pferdesport. In die United States Show Jumping Hall of Fame wurde Steinkraus 1987 aufgenommen. Er wird in den Vereinigten Staaten als einer der besten Springreiter der Sportgeschichte angesehen.
Zuletzt lebte Steinkraus verwitwet in Darien, Connecticut, seine Ehefrau (die Dressurreiterin Helen Ziegler-Steinkraus) starb am 11. April 2012. Beide waren seit 1960 verheiratet gewesen, aus der Ehe gingen drei Söhne hervor.

## Erfolge
- Olympische Spiele:
  - 1952 in Helsinki: Bronzemedaille mit der Mannschaft und 11. Platz im Einzel mit Hollandia[4]
  - 1956 in Stockholm: 5. Platz mit der Mannschaft und 15. Platz im Einzel mit Night Owl[5]
  - 1960 in Rom: Silbermedaille Mannschaft mit Ksar D’Esprit und 15. Platz im Einzel mit Riviera Wonder[6]
  - 1968 in Mexiko: Goldmedaille Einzel mit Snowbound (nicht Teil der US-Equipe in der Mannschaftswertung)[7]
  - 1972 in München: Silbermedaille Mannschaft und 22. Platz im Einzel mit Main Spring[8]
- Weltmeisterschaften:
  - 1960 in Venedig: 4. Platz im Einzel mit Ksar d’Esprit

## Belege
1. ↑  Helen Ziegler-Steinkraus Passed Away, 25. April 2012 (englisch)
2. ↑  Farewell To William C. Steinkraus, Molly Sorge / The Chronicle of the Horse, 6. Dezember 2017, abgerufen am 7. Dezember 2017
3. ↑  Show Jumping Icon William “Bill” Steinkraus Passes Away at Age 92, The United States Equestrian Team Foundation, 6. Dezember 2017, abgerufen am 7. Dezember 2017
4. ↑  Olympische Sommerspiele 1952: Ergebnisse Springreiten, history.fei.org
5. ↑  Olympische Sommerspiele 1956: Ergebnisse Springreiten, history.fei.org
6. ↑  Olympische Sommerspiele 1960: Ergebnisse Springreiten, history.fei.org
7. ↑  Olympische Sommerspiele 1968: Ergebnisse Springreiten, history.fei.org
8. ↑  Olympische Sommerspiele 1972: Ergebnisse Springreiten, history.fei.org

| Personendaten    | Personendaten                                                    |
| ---------------- | ---------------------------------------------------------------- |
| NAME             | Steinkraus, William                                              |
| ALTERNATIVNAMEN  | Steinkraus, William Clark (vollständiger Name); Steinkraus, Bill |
| KURZBESCHREIBUNG | US-amerikanischer Springreiter                                   |
| GEBURTSDATUM     | 12. Oktober 1925                                                 |
| GEBURTSORT       | Cleveland, Ohio                                                  |
| STERBEDATUM      | 29. November 2017                                                |
| STERBEORT        | Darien, Connecticut                                              |